# Yo soy el artista
Yo soy el artista es un talent show estadounidense producido y transmitido por Telemundo.

## Formato
Yo Soy El Artista es una competencia que pregunta: si usted cree que ha nacido para cantar, para interpretar, para salir a un escenario y conquistar al público, entonces usted tiene alma de artista y le estamos buscando.
A lo largo de 13 episodios, los televidentes serán testigos de la dramática eliminación de los concursantes del show, fase tras fase, hasta encontrar al mejor de los artistas. Cumplir el sueño de convertirse en El Artista significa superar un duro camino lleno de obstáculos.
Los concursantes deben pasar exigentes audiciones, sobrevivir días infernales de eliminaciones masivas y ganarse un puesto en nuestra Escuela de Artistas. Una vez dentro, deberán trabajar para convivir, aprender y crecer junto a los mejores instructores. Semana tras semana, tendrán que demostrar su talento en el escenario en una espectacular gala de televisiva, ganándose el apoyo y respeto del jurado, los profesores y la audiencia, para tratar de convertirse en el ganador.
- ASPIRANTES: Tras unas durísimas audiciones, solo 14 accederán a entrar en la Escuela de Artistas, donde permanecerán 8 semanas bajo la estricta disciplina de los mejores profesores. Cada semana deberán demostrar sus progresos en una gala musical en directo. Y cada semana los menos preparados deberán abandonar la Escuela. Solamente uno de ellos conseguirá ser EL ARTISTA.

- GRADA SOCIAL: Cien "influencers" seleccionadas por su relevancia en los medios sociales y musicales: blogueros especializados en música, twitstars, críticos musicales, radio DJs, estrellas de la cadena. Estas cien personas están situadas en una grada giratoria. Ellos son el primer escollo que debe vencer el aspirante en su audición.

- JUECES: Cinco personalidades de reconocido prestigio; un jurado variado que aporte conocimiento musical, pero también sentido del espectáculo, buen humor y firmeza cuando sea necesaria.

## Participantes
| Participante     | Ocupación                                          | Nacionalidad                       | Estado                 | Cantante    | Sent. | Tiempo  |
| ---------------- | -------------------------------------------------- | ---------------------------------- | ---------------------- | ----------- | ----- | ------- |
| Aaron Emanuel    | Estudiante de psicología.                          | Bandera de Puerto Rico             | Ganador de YSEA        | Tema Libre  | 0     | 86 días |
| César de la Rosa | Cantante / Extrabajador de Universal Studios Japón | Bandera de la República Dominicana | Finalista de YSEA      | Tema Libre  | 1     | 86 días |
| Jenilca          | Cantante                                           | Bandera de Puerto Rico             | Finalista de YSEA      | Tema Libre  | 0     | 86 días |
| Cáthia           | Exparticipante de The Voice                        | Bandera de El Salvador             | Finalista de YSEA      | Tema Libre  | 1     | 86 días |
| Carlos Torres    | Cantante de rancheras                              | Bandera de México                  | Finalista de YSEA      | Tema Libre  | 2     | 86 días |
| Envee            | Cantante aficionada                                | Bandera de Cuba                    | Semifinalista de YSEA  | Tema Libre  | 0     | 86 días |
| Nat'Lee          | Trabajadora social                                 | Bandera de Cuba                    | Semifinalista de YSEA  | Tema Libre  | 2     | 86 días |
| Pablo Argenis    | Jugador de béisbol                                 | Bandera de la República Dominicana | Semifinalista de YSEA  | Demi Lovato | 3     | 72 días |
| Joanna Angel     | Cantante                                           | Bandera de México                  | 6.ta Eliminada de YSEA | Tema Libre  | 5     | 79 días |
| Tairon Aguilera  | Dueño de un negocio                                | Bandera de Venezuela               | 5.to Eliminado de YSEA | Melendi     | 2     | 65 días |
| Susy Sandoval    | Estudiante                                         | Bandera de México                  | 4.ta Eliminada de YSEA | Olga Tañón  | 1     | 58 días |
| Stefania         | Estudiante de cine                                 | Bandera de Puerto Rico             | 3.ra Eliminada de YSEA | The Beatles | 2     | 51 días |
| Ryan Castro      | Cantante                                           | Bandera de México                  | 2.do Eliminado de YSEA | Miguel Bosé | 1     | 44 días |
| Hassan           | Youtuber                                           | Bandera de Cuba                    | 1.er Eliminado de YSEA | Shakira     | 1     | 37 días |

## Jurado

### Titular
| Bandera de Puerto Rico | Olga Tañón      | Cantante                                                                  |
| Bandera de Venezuela   | Boris Izaguirre | Presentador de televisión, guionista, articulista y escritor              |
| Bandera de México      | Chiquibaby      | Locutora, reportera de entretenimiento, modelo y conductora de televisión |
| Bandera de Puerto Rico | Luis Fonsi      | Cantante, compositor, actor, músico y productor                           |
| Bandera de México      | Mario Quintero  | Cantante                                                                  |

## Tabla estadística
| Aaron    | 35 | 44             | 49             | 60             | 50             | 45             | Salvado        | Ganador        | Campeón        | Campeón        | Campeón        | Campeón        | Campeón        | Campeón        | Campeón        | Campeón        | Campeón        | Campeón        | Campeón        | Campeón        | Campeón        | Campeón        | Campeón        | Campeón        | Campeón        | Campeón        | Campeón        | Campeón        | Campeón        | Campeón        | Campeón        | Campeón        | Campeón        | Campeón        | Campeón        | Campeón        | Campeón        | Campeón        | Campeón        | Campeón        | Campeón        | Campeón        | Campeón        | Campeón        | Campeón        | Campeón        | Campeón        | Campeón        | Campeón        | Campeón        | Campeón        | Campeón        | Campeón        | Campeón        | Campeón        | Campeón        | Campeón        | Campeón        | Campeón        | Campeón        | Campeón        | Campeón       | Campeón   |
| César    | 41 | 17             | 40             | 44             | 50             | 45             | Salvado        | Eliminado      | Finalista      | Finalista      | Finalista      | Finalista      | Finalista      | Finalista      | Finalista      | Finalista      | Finalista      | Finalista      | Finalista      | Finalista      | Finalista      | Finalista      | Finalista      | Finalista      | Finalista      | Finalista      | Finalista      | Finalista      | Finalista      | Finalista      | Finalista      | Finalista      | Finalista      | Finalista      | Finalista      | Finalista      | Finalista      | Finalista      | Finalista      | Finalista      | Finalista      | Finalista      | Finalista      | Finalista      | Finalista      | Finalista      | Finalista      | Finalista      | Finalista      | Finalista      | Finalista      | Finalista      | Finalista      | Finalista      | Finalista      | Finalista      | Finalista      | Finalista      | Finalista      | Finalista      | Finalista      | Finalista     | Finalista |
| Jenilca  | 49 | 44             | 46             | 49             | 47             | 45             | Ganadora       | Eliminada      | Finalista      | Finalista      | Finalista      | Finalista      | Finalista      | Finalista      | Finalista      | Finalista      | Finalista      | Finalista      | Finalista      | Finalista      | Finalista      | Finalista      | Finalista      | Finalista      | Finalista      | Finalista      | Finalista      | Finalista      | Finalista      | Finalista      | Finalista      | Finalista      | Finalista      | Finalista      | Finalista      | Finalista      | Finalista      | Finalista      | Finalista      | Finalista      | Finalista      | Finalista      | Finalista      | Finalista      | Finalista      | Finalista      | Finalista      | Finalista      | Finalista      | Finalista      | Finalista      | Finalista      | Finalista      | Finalista      | Finalista      | Finalista      | Finalista      | Finalista      | Finalista      | Finalista      | Finalista      | Finalista     | Finalista |
| Cáthia   | 32 | 37             | 21             | 46             | 47             | 50             | Salvada        | Eliminada      | Finalista      | Finalista      | Finalista      | Finalista      | Finalista      | Finalista      | Finalista      | Finalista      | Finalista      | Finalista      | Finalista      | Finalista      | Finalista      | Finalista      | Finalista      | Finalista      | Finalista      | Finalista      | Finalista      | Finalista      | Finalista      | Finalista      | Finalista      | Finalista      | Finalista      | Finalista      | Finalista      | Finalista      | Finalista      | Finalista      | Finalista      | Finalista      | Finalista      | Finalista      | Finalista      | Finalista      | Finalista      | Finalista      | Finalista      | Finalista      | Finalista      | Finalista      | Finalista      | Finalista      | Finalista      | Finalista      | Finalista      | Finalista      | Finalista      | Finalista      | Finalista      | Finalista      | Finalista      | Finalista     | Finalista |
| Carlos   | 29 | 11             | 50             | 40             | 49             | 50             | Salvado        | Eliminado      | Finalista      | Finalista      | Finalista      | Finalista      | Finalista      | Finalista      | Finalista      | Finalista      | Finalista      | Finalista      | Finalista      | Finalista      | Finalista      | Finalista      | Finalista      | Finalista      | Finalista      | Finalista      | Finalista      | Finalista      | Finalista      | Finalista      | Finalista      | Finalista      | Finalista      | Finalista      | Finalista      | Finalista      | Finalista      | Finalista      | Finalista      | Finalista      | Finalista      | Finalista      | Finalista      | Finalista      | Finalista      | Finalista      | Finalista      | Finalista      | Finalista      | Finalista      | Finalista      | Finalista      | Finalista      | Finalista      | Finalista      | Finalista      | Finalista      | Finalista      | Finalista      | Finalista      | Finalista      | Finalista     | Finalista |
| Envee    | 43 | 41             | 38             | 55             | 49             | 50             | Salvada        | Eliminada      | Finalista      | Finalista      | Finalista      | Finalista      | Finalista      | Finalista      | Finalista      | Finalista      | Finalista      | Finalista      | Finalista      | Finalista      | Finalista      | Finalista      | Finalista      | Finalista      | Finalista      | Finalista      | Finalista      | Finalista      | Finalista      | Finalista      | Finalista      | Finalista      | Finalista      | Finalista      | Finalista      | Finalista      | Finalista      | Finalista      | Finalista      | Finalista      | Finalista      | Finalista      | Finalista      | Finalista      | Finalista      | Finalista      | Finalista      | Finalista      | Finalista      | Finalista      | Finalista      | Finalista      | Finalista      | Finalista      | Finalista      | Finalista      | Finalista      | Finalista      | Finalista      | Finalista      | Finalista      | Finalista     | Finalista |
| Nat'Lee  | 20 | 30             | 38             | 40             | 48             | 30             | Salvada        | Eliminada      | Finalista      | Finalista      | Finalista      | Finalista      | Finalista      | Finalista      | Finalista      | Finalista      | Finalista      | Finalista      | Finalista      | Finalista      | Finalista      | Finalista      | Finalista      | Finalista      | Finalista      | Finalista      | Finalista      | Finalista      | Finalista      | Finalista      | Finalista      | Finalista      | Finalista      | Finalista      | Finalista      | Finalista      | Finalista      | Finalista      | Finalista      | Finalista      | Finalista      | Finalista      | Finalista      | Finalista      | Finalista      | Finalista      | Finalista      | Finalista      | Finalista      | Finalista      | Finalista      | Finalista      | Finalista      | Finalista      | Finalista      | Finalista      | Finalista      | Finalista      | Finalista      | Finalista      | Finalista      | Finalista     | Finalista |
| Joanna   | 29 | 22             | 18             | 49             | 48             | 30             | Eliminada      | Semifinalista  | Semifinalista  | Semifinalista  | Semifinalista  | Semifinalista  | Semifinalista  | Semifinalista  | Semifinalista  | Semifinalista  | Semifinalista  | Semifinalista  | Semifinalista  | Semifinalista  | Semifinalista  | Semifinalista  | Semifinalista  | Semifinalista  | Semifinalista  | Semifinalista  | Semifinalista  | Semifinalista  | Semifinalista  | Semifinalista  | Semifinalista  | Semifinalista  | Semifinalista  | Semifinalista  | Semifinalista  | Semifinalista  | Semifinalista  | Semifinalista  | Semifinalista  | Semifinalista  | Semifinalista  | Semifinalista  | Semifinalista  | Semifinalista  | Semifinalista  | Semifinalista  | Semifinalista  | Semifinalista  | Semifinalista  | Semifinalista  | Semifinalista  | Semifinalista  | Semifinalista  | Semifinalista  | Semifinalista  | Semifinalista  | Semifinalista  | Semifinalista  | Semifinalista  | Semifinalista  | Semifinalista  | Semifinalista |           |
| Pablo    | 23 | 33             | 30             | 44             | 43             | 30             | 6.to Eliminado | 6.to Eliminado | 6.to Eliminado | 6.to Eliminado | 6.to Eliminado | 6.to Eliminado | 6.to Eliminado | 6.to Eliminado | 6.to Eliminado | 6.to Eliminado | 6.to Eliminado | 6.to Eliminado | 6.to Eliminado | 6.to Eliminado | 6.to Eliminado | 6.to Eliminado | 6.to Eliminado | 6.to Eliminado | 6.to Eliminado | 6.to Eliminado | 6.to Eliminado | 6.to Eliminado | 6.to Eliminado | 6.to Eliminado | 6.to Eliminado | 6.to Eliminado | 6.to Eliminado | 6.to Eliminado | 6.to Eliminado | 6.to Eliminado | 6.to Eliminado | 6.to Eliminado | 6.to Eliminado | 6.to Eliminado | 6.to Eliminado | 6.to Eliminado | 6.to Eliminado | 6.to Eliminado | 6.to Eliminado | 6.to Eliminado | 6.to Eliminado | 6.to Eliminado | 6.to Eliminado | 6.to Eliminado | 6.to Eliminado | 6.to Eliminado | 6.to Eliminado | 6.to Eliminado | 6.to Eliminado | 6.to Eliminado | 6.to Eliminado | 6.to Eliminado | 6.to Eliminado | 6.to Eliminado | 6.to Eliminado |               |           |
| Tairon   | 14 | 47             | 25             | 52             | 43             | 5.to Eliminado | 5.to Eliminado | 5.to Eliminado | 5.to Eliminado | 5.to Eliminado | 5.to Eliminado | 5.to Eliminado | 5.to Eliminado | 5.to Eliminado | 5.to Eliminado | 5.to Eliminado | 5.to Eliminado | 5.to Eliminado | 5.to Eliminado | 5.to Eliminado | 5.to Eliminado | 5.to Eliminado | 5.to Eliminado | 5.to Eliminado | 5.to Eliminado | 5.to Eliminado | 5.to Eliminado | 5.to Eliminado | 5.to Eliminado | 5.to Eliminado | 5.to Eliminado | 5.to Eliminado | 5.to Eliminado | 5.to Eliminado | 5.to Eliminado | 5.to Eliminado | 5.to Eliminado | 5.to Eliminado | 5.to Eliminado | 5.to Eliminado | 5.to Eliminado | 5.to Eliminado | 5.to Eliminado | 5.to Eliminado | 5.to Eliminado | 5.to Eliminado | 5.to Eliminado | 5.to Eliminado | 5.to Eliminado | 5.to Eliminado | 5.to Eliminado | 5.to Eliminado | 5.to Eliminado | 5.to Eliminado | 5.to Eliminado | 5.to Eliminado | 5.to Eliminado | 5.to Eliminado | 5.to Eliminado | 5.to Eliminado |                |               |           |
| Susy     | 50 | 44             | 51             | 36             | 4.ta Eliminada | 4.ta Eliminada | 4.ta Eliminada | 4.ta Eliminada | 4.ta Eliminada | 4.ta Eliminada | 4.ta Eliminada | 4.ta Eliminada | 4.ta Eliminada | 4.ta Eliminada | 4.ta Eliminada | 4.ta Eliminada | 4.ta Eliminada | 4.ta Eliminada | 4.ta Eliminada | 4.ta Eliminada | 4.ta Eliminada | 4.ta Eliminada | 4.ta Eliminada | 4.ta Eliminada | 4.ta Eliminada | 4.ta Eliminada | 4.ta Eliminada | 4.ta Eliminada | 4.ta Eliminada | 4.ta Eliminada | 4.ta Eliminada | 4.ta Eliminada | 4.ta Eliminada | 4.ta Eliminada | 4.ta Eliminada | 4.ta Eliminada | 4.ta Eliminada | 4.ta Eliminada | 4.ta Eliminada | 4.ta Eliminada | 4.ta Eliminada | 4.ta Eliminada | 4.ta Eliminada | 4.ta Eliminada | 4.ta Eliminada | 4.ta Eliminada | 4.ta Eliminada | 4.ta Eliminada | 4.ta Eliminada | 4.ta Eliminada | 4.ta Eliminada | 4.ta Eliminada | 4.ta Eliminada | 4.ta Eliminada | 4.ta Eliminada | 4.ta Eliminada | 4.ta Eliminada | 4.ta Eliminada | 4.ta Eliminada |                |                |               |           |
| Stefania | 47 | 23             | 16             | 3.ra Eliminada | 3.ra Eliminada | 3.ra Eliminada | 3.ra Eliminada | 3.ra Eliminada | 3.ra Eliminada | 3.ra Eliminada | 3.ra Eliminada | 3.ra Eliminada | 3.ra Eliminada | 3.ra Eliminada | 3.ra Eliminada | 3.ra Eliminada | 3.ra Eliminada | 3.ra Eliminada | 3.ra Eliminada | 3.ra Eliminada | 3.ra Eliminada | 3.ra Eliminada | 3.ra Eliminada | 3.ra Eliminada | 3.ra Eliminada | 3.ra Eliminada | 3.ra Eliminada | 3.ra Eliminada | 3.ra Eliminada | 3.ra Eliminada | 3.ra Eliminada | 3.ra Eliminada | 3.ra Eliminada | 3.ra Eliminada | 3.ra Eliminada | 3.ra Eliminada | 3.ra Eliminada | 3.ra Eliminada | 3.ra Eliminada | 3.ra Eliminada | 3.ra Eliminada | 3.ra Eliminada | 3.ra Eliminada | 3.ra Eliminada | 3.ra Eliminada | 3.ra Eliminada | 3.ra Eliminada | 3.ra Eliminada | 3.ra Eliminada | 3.ra Eliminada | 3.ra Eliminada | 3.ra Eliminada | 3.ra Eliminada | 3.ra Eliminada | 3.ra Eliminada | 3.ra Eliminada | 3.ra Eliminada | 3.ra Eliminada |                |                |                |               |           |
| Ryan     | 40 | 24             | 2.do Eliminado | 2.do Eliminado | 2.do Eliminado | 2.do Eliminado | 2.do Eliminado | 2.do Eliminado | 2.do Eliminado | 2.do Eliminado | 2.do Eliminado | 2.do Eliminado | 2.do Eliminado | 2.do Eliminado | 2.do Eliminado | 2.do Eliminado | 2.do Eliminado | 2.do Eliminado | 2.do Eliminado | 2.do Eliminado | 2.do Eliminado | 2.do Eliminado | 2.do Eliminado | 2.do Eliminado | 2.do Eliminado | 2.do Eliminado | 2.do Eliminado | 2.do Eliminado | 2.do Eliminado | 2.do Eliminado | 2.do Eliminado | 2.do Eliminado | 2.do Eliminado | 2.do Eliminado | 2.do Eliminado | 2.do Eliminado | 2.do Eliminado | 2.do Eliminado | 2.do Eliminado | 2.do Eliminado | 2.do Eliminado | 2.do Eliminado | 2.do Eliminado | 2.do Eliminado | 2.do Eliminado | 2.do Eliminado | 2.do Eliminado | 2.do Eliminado | 2.do Eliminado | 2.do Eliminado | 2.do Eliminado | 2.do Eliminado | 2.do Eliminado | 2.do Eliminado | 2.do Eliminado | 2.do Eliminado | 2.do Eliminado |                |                |                |                |               |           |
| Hassan   | 15 | 1.er Eliminado | 1.er Eliminado | 1.er Eliminado | 1.er Eliminado | 1.er Eliminado | 1.er Eliminado | 1.er Eliminado | 1.er Eliminado | 1.er Eliminado | 1.er Eliminado | 1.er Eliminado | 1.er Eliminado | 1.er Eliminado | 1.er Eliminado | 1.er Eliminado | 1.er Eliminado | 1.er Eliminado | 1.er Eliminado | 1.er Eliminado | 1.er Eliminado | 1.er Eliminado | 1.er Eliminado | 1.er Eliminado | 1.er Eliminado | 1.er Eliminado | 1.er Eliminado | 1.er Eliminado | 1.er Eliminado | 1.er Eliminado | 1.er Eliminado | 1.er Eliminado | 1.er Eliminado | 1.er Eliminado | 1.er Eliminado | 1.er Eliminado | 1.er Eliminado | 1.er Eliminado | 1.er Eliminado | 1.er Eliminado | 1.er Eliminado | 1.er Eliminado | 1.er Eliminado | 1.er Eliminado | 1.er Eliminado | 1.er Eliminado | 1.er Eliminado | 1.er Eliminado | 1.er Eliminado | 1.er Eliminado | 1.er Eliminado | 1.er Eliminado | 1.er Eliminado | 1.er Eliminado | 1.er Eliminado | 1.er Eliminado |                |                |                |                |                |               |           |

- Puntaje más alto.
- Sentenciado/a y salvado/a por el jurado.
- Sentenciado/a, enviado/a al voto popular y salvado/a.
- Sentenciado/a, enviado/a al voto popular y eliminado/a.

## Seguimiento

### 1.ª Gala:Shakira
| Domingo 19/10 | Hassan           | «Estoy aquí»                     | 3  | 5  | 2  | 4  | 1  | 15 |
| Domingo 19/10 | Nat'Lee          | «¿Dónde estás corazón?»          | 4  | 1  | 2  | 6  | 7  | 20 |
| Domingo 19/10 | Ryan Castro      | «Pies descalzos, sueños blancos» | 8  | 5  | 10 | 9  | 8  | 40 |
| Domingo 19/10 | Joanna Angel     | «Un poco de amor»                | 5  | 3  | 7  | 7  | 7  | 29 |
| Domingo 19/10 | Stefania         | «Antología»                      | 9  | 8  | 10 | 10 | 10 | 47 |
| Domingo 19/10 | Pablo Argenis    | «Se quiere, se mata»             | 4  | 5  | 5  | 6  | 3  | 23 |
| Domingo 19/10 | Tairon Aguilera  | «Ciega, sordomuda»               | 2  | 1  | 5  | 5  | 1  | 14 |
| Domingo 19/10 | Susy Sandoval    | «Tú»                             | 10 | 10 | 10 | 10 | 10 | 50 |
| Domingo 19/10 | Envee            | «Inevitable»                     | 7  | 10 | 8  | 8  | 10 | 43 |
| Domingo 19/10 | Carlos Torres    | «No creo»                        | 5  | 6  | 6  | 5  | 7  | 29 |
| Domingo 19/10 | Cáthia           | «Ojos así»                       | 4  | 7  | 8  | 7  | 6  | 32 |
| Domingo 19/10 | César de la Rosa | «Moscas en la casa»              | 7  | 7  | 9  | 10 | 8  | 41 |
| Domingo 19/10 | Jenilca          | «Underneath Your Clothes»        | 10 | 9  | 10 | 10 | 10 | 49 |
| Domingo 19/10 | Aaron Emanuel    | «The One»                        | 7  | 4  | 8  | 8  | 8  | 35 |

- Mejor puntaje: Susy Sandoval (50)
- Sentenciados: Tairon Aguilera (14), Hassan (15), Nat'Lee (20), Pablo Argenis (23), Carlos Torres (29), Joanna Angel (29)
- Salvados por el jurado: Joanna Angel, Carlos Torres, Nat'Lee, Pablo Argenis
- Salvados por el público: Tairon Aguilera (84,72%)
- Eliminado: Hassan (15,28%)

### 2.ª Gala:Miguel Bosé
| Domingo 26/10 | Aaron Emanuel    | «Linda»                  | 8  | 9  | 10 | 10 | 7  | 44 |
| Domingo 26/10 | César de la Rosa | «Anna»                   | 3  | 2  | 4  | 5  | 3  | 17 |
| Domingo 26/10 | Jenilca          | «Amor mío, ¿cómo estás?» | 10 | 10 | 5  | 10 | 9  | 44 |
| Domingo 26/10 | Cáthia           | «Creo en ti»             | 8  | 7  | 8  | 8  | 6  | 37 |
| Domingo 26/10 | Carlos Torres    | «Morir de amor»          | 4  | 2  | 1  | 3  | 1  | 11 |
| Domingo 26/10 | Envee            | «Aire soy»               | 7  | 8  | 10 | 6  | 10 | 41 |
| Domingo 26/10 | Nat'Lee          | «Si tú no vuelves»       | 4  | 7  | 8  | 8  | 3  | 30 |
| Domingo 26/10 | Joanna Angel     | «Los chicos no lloran»   | 3  | 5  | 6  | 6  | 2  | 22 |
| Domingo 26/10 | Pablo Argenis    | «Bambú»                  | 5  | 8  | 7  | 9  | 4  | 33 |
| Domingo 26/10 | Tairon Aguilera  | «Como un lobo»           | 10 | 10 | 10 | 10 | 7  | 47 |
| Domingo 26/10 | Susy Sandoval    | «Lento»                  | 8  | 9  | 10 | 10 | 7  | 44 |
| Domingo 26/10 | Stefania         | «Amante bandido»         | 3  | 5  | 7  | 5  | 3  | 23 |
| Domingo 26/10 | Ryan Castro      | «Salamandra»             | 7  | 5  | 5  | 6  | 1  | 24 |

- Mejor puntaje: Tairon Aguilera (47)
- Sentenciados: Carlos Torres (11), César de la Rosa (17), Joanna Angel (22), Stefania (23), Ryan Castro (24)
- Salvados por el jurado: César de la Rosa, Joanna Angel, Stefania
- Salvados por el público: Carlos Torres (81,79%)
- Eliminado: Ryan Castro (18,21%)

### 3.ª Gala:The Beatles
| Canciones y puntajes | Canciones y puntajes | Canciones y puntajes         | Canciones y puntajes | Canciones y puntajes | Canciones y puntajes | Canciones y puntajes | Canciones y puntajes | Canciones y puntajes | Canciones y puntajes | Canciones y puntajes |
| Fecha                | Participante         | Canción interpretada         | Puntajes             | Puntajes             | Puntajes             | Puntajes             | Puntajes             | Puntajes             | Total                |                      |
| Fecha                | Participante         | Canción interpretada         | OT                   | BI                   | C                    | LF                   | MQ                   | Compañeros           | Total                |                      |
| -------------------- | -------------------- | ---------------------------- | -------------------- | -------------------- | -------------------- | -------------------- | -------------------- | -------------------- | -------------------- | -------------------- |
| Domingo 02/11        | Aaron Emanuel        | «A Day in the Life»          | 9                    | 10                   | 10                   | 10                   | 8                    | 2                    | 49                   |                      |
| Domingo 02/11        | César de la Rosa     | «A Hard Day's Night»         | 5                    | 8                    | 10                   | 10                   | 7                    | 0                    | 40                   |                      |
| Domingo 02/11        | Jenilca              | «A Shot of Rhythm and Blues» | 9                    | 9                    | 10                   | 10                   | 8                    | 0                    | 46                   |                      |
| Domingo 02/11        | Cáthia               | «A Taste of Honey»           | 4                    | 5                    | 5                    | 6                    | 1                    | 0                    | 21                   |                      |
| Domingo 02/11        | Carlos Torres        | «Across the Universe»        | 10                   | 10                   | 10                   | 10                   | 9                    | 1                    | 50                   |                      |
| Domingo 02/11        | Envee                | «I'm Down»                   | 10                   | 8                    | 8                    | 8                    | 3                    | 1                    | 38                   |                      |
| Domingo 02/11        | Nat'Lee              | «I'm a Loser»                | 9                    | 5                    | 9                    | 10                   | 4                    | 1                    | 38                   |                      |
| Domingo 02/11        | Joanna Angel         | «Chains»                     | 4                    | 4                    | 3                    | 4                    | 3                    | 0                    | 18                   |                      |
| Domingo 02/11        | Pablo Argenis        | «Because»                    | 8                    | 5                    | 5                    | 9                    | 2                    | 1                    | 30                   |                      |
| Domingo 02/11        | Tairon Aguilera      | «Carry That Weight»          | 4                    | 6                    | 6                    | 7                    | 2                    | 0                    | 25                   |                      |
| Domingo 02/11        | Susy Sandoval        | «Blue Jay Way»               | 10                   | 10                   | 10                   | 10                   | 8                    | 3                    | 51                   |                      |
| Domingo 02/11        | Stefania             | «One After 909»              | 2                    | 3                    | 4                    | 4                    | 1                    | 2                    | 16                   |                      |

- Mejor puntaje: Susy Sandoval (51)
- Sentenciados: Stefania (16), Joanna Angel (18), Cáthia (21)
- Salvados por el jurado: Joanna Angel
- Salvados por el público: Cáthia (65,79%)
- Eliminado: Stefania (34,21%)

### 4.ª Gala:Olga Tañón
- En la cuarta gala, el puntaje más bajo quedó automáticamente eliminado.

| Canciones y puntajes | Canciones y puntajes | Canciones y puntajes | Canciones y puntajes | Canciones y puntajes | Canciones y puntajes | Canciones y puntajes | Canciones y puntajes | Canciones y puntajes | Canciones y puntajes | Canciones y puntajes |
| Fecha                | Participante         | Canción interpretada | Puntajes             | Puntajes             | Puntajes             | Puntajes             | Puntajes             | Puntajes             | Total                |                      |
| Fecha                | Participante         | Canción interpretada | OT                   | BI                   | C                    | LF                   | MQ                   | RS                   | Total                |                      |
| -------------------- | -------------------- | -------------------- | -------------------- | -------------------- | -------------------- | -------------------- | -------------------- | -------------------- | -------------------- | -------------------- |
| Domingo 09/11        | Susy Sandoval        | «Sola»               | 10                   | 5                    | 2                    | 4                    | 5                    | 10                   | 36                   |                      |
| Domingo 09/11        | Tairon Aguilera      | «Mujer de fuego»     | 10                   | 10                   | 10                   | 9                    | 6                    | 7                    | 52                   |                      |
| Domingo 09/11        | Pablo Argenis        | «Siente el amor...»  | 7                    | 7                    | 7                    | 7                    | 6                    | 10                   | 44                   |                      |
| Domingo 09/11        | Joanna Angel         | «Éxitos y más»       | 9                    | 8                    | 8                    | 9                    | 7                    | 8                    | 49                   |                      |
| Domingo 09/11        | Nat'Lee              | «Nuevos senderos»    | 5                    | 5                    | 5                    | 8                    | 10                   | 7                    | 40                   |                      |
| Domingo 09/11        | Envee                | «Llévame contigo»    | 10                   | 10                   | 10                   | 10                   | 5                    | 10                   | 55                   |                      |
| Domingo 09/11        | Carlos Torres        | «Te acordarás de mí» | 6                    | 7                    | 6                    | 7                    | 7                    | 7                    | 40                   |                      |
| Domingo 09/11        | Cáthia               | «Yo por ti»          | 5                    | 9                    | 10                   | 10                   | 5                    | 7                    | 46                   |                      |
| Domingo 09/11        | Jenilca              | «Sobrevivir»         | 8                    | 8                    | 8                    | 8                    | 7                    | 10                   | 49                   |                      |
| Domingo 09/11        | César de la Rosa     | «A puro fuego»       | 8                    | 8                    | 8                    | 9                    | 6                    | 5                    | 44                   |                      |
| Domingo 09/11        | Aaron Emanuel        | «Una nueva mujer»    | 10                   | 10                   | 10                   | 10                   | 10                   | 10                   | 60                   |                      |

- Mejor puntaje: Aaron Emanuel (60)
- Eliminado: Susy Sandoval (36)

### 5.ª Gala:Melendi
| Domingo 16/11 | Tairon Aguilera  | «Tu Jardín con Enanitos» | 9  | 8  | 10 | 9  | 7  | 43 |
| Domingo 16/11 | Pablo Argenis    | «Tu Jardín con Enanitos» | 9  | 8  | 10 | 9  | 7  | 43 |
| Domingo 16/11 | Joanna Angel     | «Lágrimas Desordenadas»  | 10 | 10 | 10 | 10 | 8  | 48 |
| Domingo 16/11 | Nat'Lee          | «Lágrimas Desordenadas»  | 10 | 10 | 10 | 10 | 8  | 48 |
| Domingo 16/11 | Envee            | «Cheque al Portamor»     | 10 | 10 | 10 | 10 | 9  | 49 |
| Domingo 16/11 | Carlos Torres    | «Cheque al Portamor»     | 10 | 10 | 10 | 10 | 9  | 49 |
| Domingo 16/11 | Cáthia           | «Tu Lista de Enemigos»   | 7  | 10 | 10 | 10 | 10 | 47 |
| Domingo 16/11 | Jenilca          | «Tu Lista de Enemigos»   | 7  | 10 | 10 | 10 | 10 | 47 |
| Domingo 16/11 | César de la Rosa | «Autofotos»              | 10 | 10 | 10 | 10 | 10 | 50 |
| Domingo 16/11 | Aaron Emanuel    | «Autofotos»              | 10 | 10 | 10 | 10 | 10 | 50 |

- Mejor puntaje: César de la Rosa & Aaron Emanuel (50)
- Salvados por el público: Pablo Argenis (82,79%)
- Eliminado: Tairon Aguilera (17,21%)

### 6.ª Gala:Demi Lovato
| Domingo 23/11 | Aaron Emanuel    | «Don't Forget»     | 10 | 10 | 10 | 10 | 5  | 45 |
| Domingo 23/11 | César de la Rosa | «Don't Forget»     | 10 | 10 | 10 | 10 | 5  | 45 |
| Domingo 23/11 | Jenilca          | «Don't Forget»     | 10 | 10 | 10 | 10 | 5  | 45 |
| Domingo 23/11 | Cáthia           | «Get Back»         | 10 | 10 | 10 | 10 | 10 | 50 |
| Domingo 23/11 | Carlos Torres    | «Get Back»         | 10 | 10 | 10 | 10 | 10 | 50 |
| Domingo 23/11 | Envee            | «Get Back»         | 10 | 10 | 10 | 10 | 10 | 50 |
| Domingo 23/11 | Nat'Lee          | «Here We Go Again» | 7  | 5  | 9  | 7  | 2  | 30 |
| Domingo 23/11 | Joanna Angel     | «Here We Go Again» | 7  | 5  | 9  | 7  | 2  | 30 |
| Domingo 23/11 | Pablo Argenis    | «Here We Go Again» | 7  | 5  | 9  | 7  | 2  | 30 |

- Mejor puntaje: Cáthia, Carlos Torres & Envee (50)
- Salvados por el público: Nat'Lee (73,38%) & Joanna Angel (14,06%)
- Eliminado: Pablo Argenis (12,56%)

### Semifinal:Tema Libre
| Domingo 30/11 | Aaron Emanuel    | «Me gusta todo de ti»             | Salvado   |
| Domingo 30/11 | César de la Rosa | «Mamma Knows Best»                | Salvado   |
| Domingo 30/11 | Jenilca          | «Ya no hay forma de pedir perdón» | Mejor     |
| Domingo 30/11 | Cáthia           | «Lovesong»                        | Salvada   |
| Domingo 30/11 | Carlos Torres    | «Stayin' Alive»                   | Salvado   |
| Domingo 30/11 | Envee            | «Love On Top»                     | Salvada   |
| Domingo 30/11 | Joanna Angel     | «Happy»                           | Eliminada |
| Domingo 30/11 | Nat'Lee          | «Aquí»                            | Salvada   |

- Mejor rendimiento: Jenilca
- Eliminado: Joanna Angel (8,02%)

### Final:Tema Libre
| Domingo 07/12 | Aaron Emanuel    | Ganador   |
| Domingo 07/12 | César de la Rosa | Eliminado |
| Domingo 07/12 | Jenilca          | Eliminada |
| Domingo 07/12 | Cáthia           | Eliminada |
| Domingo 07/12 | Carlos Torres    | Eliminado |
| Domingo 07/12 | Envee            | Eliminada |
| Domingo 07/12 | Nat'Lee          | Eliminada |

- Ganador: Aaron Emanuel